# Burkina Fasó-i labdarúgó-szövetség
A Burkina Fasó-i labdarúgó-szövetség (franciául: Fédération Burkinabé de Foot-Ball, rövidítve: FBF) Burkina Faso nemzeti labdarúgó-szövetsége. A szervezetet 1960-ban alapították, 1964-ben csatlakozott a Nemzetközi Labdarúgó-szövetséghez, valamint az Afrikai Labdarúgó-szövetséghez. A szövetség szervezi a Burkina Fasó-i labdarúgó-bajnokságot. Működteti a férfi valamint a női labdarúgó-válogatottat.